# Pinocitosi

Endocitosi en les seves diferents formes.

La pinocitosi és un procés biològic que permet a determinades cèl·lules obtenir líquids orgànics i soluts de l'exterior, ja sigui per alimentar-se, o per un altre fi. Primerament, es produeix una invaginació de la membrana plasmàtica i posteriorment s'estrangula formant una vesícula intracel·lular que conté líquid amb possibles molècules dissoltes o partícules sòlides en suspensió.
El procés de pinocitosi es dona contínuament dins la cèl·lula eucariota.
La pinocitosi és, junt a la fagocitosi, una modalitat de l'endocitosi. Això no obstant, la pinocitosi és contrari a la fagocitosi perquè en aquest procés s'ingereixen molècules grans amb un diàmetre superior a 250 nm. A més, la pinocitosi és un procés no específic mentre que la fagocitosi requereix especificitat.
La pinocitosi es pot descriure com l'endocitosi de porcions de líquid. Es poden observar cèl·lules especialitzades en la funció nutritiva, per exemple les de la mucosa intestinal. En aquesta membrana es crea una vesícula pinocítica i és d'aquesta manera com els greixos, que són insolubles, passen de la llum de l'intestí al torrent sanguini.
Molts virus sense càpside poden entrar a les cèl·lules a partir de la pinocitosi quan la zona de la cèl·lula que ha fixat el virus s'invagina i forma una vesícula de manera que el virus queda incorporat al citoplasma de la cèl·lula hoste. Això succeeix, ja que es tracta d'un procés que no requereix especificitat.

## El procés de la pinocitosi
La majoria de les vegades, les vesícules s'originen en la superfície recoberta per clatrina i adaptina de la cèl·lula, i passen al citoplasma mitjançant invaginació L'adaptina participa en dues funcions: és necessària per unir el revestiment de clatrina a la membrana i atrapa els diversos receptors proteics transmembrana. Un cop la vesícula és al citoplasma, el revestiment de clatrina desapareix i es recicla tornant a la membrana plasmàtica.
Les vesícules que s'han invaginat es fusionen amb l'endosoma primarenc. Existeix una forta hipòtesi que remarca que en el procés de fusió participen dues proteïnes per tal que les vesícules de transport es fusionin amb la molècula diana que pertoca:
- v-snare: es troben a la membrana de la vesícula
- t-snare: es troben a la membrana diana. S'han trobat uns vint tipus de proteïnes snare.[3]

Dins de l'endosoma primerenc es produeix una acidificació amb un pK de 6. Posteriorment la substància que s'ha incorporat va a parar a l'endosoma tardà mitjançant processos de fusió i per acabar, va al lisosoma. El lisosoma és un orgànul que digereix les substàncies que entren a la cèl·lula que han de ser eliminades. A l'endosoma tardà i al lisosoma es produeix una acidificació gradual: s'arriba a un pH de 5,5 al primer i a un pH de 3,5 al segon.
Per altra banda, no sempre el procés de pinocitosi es fa mitjançant clatrina sinó que a vegades es realitza per caveoles. Es tracta de microdominis de membrana rics especialment en colesterol, esfingolípids i proteïnes de tipus glicosilfosfatidilinositol (GPI), sobretot caveolina. Les caveoles són capaces d'invaginar-se, separar-se de la membrana i entregar el seu contingut a compartiments semblants als endosomes (caveosomes). Alguns virus animals poden entrar en les cèl·lules en vesícules derivades de les caveoles i ser transoportats al caveosoma des d'on es desplacen fins al reticle endoplasmàtic. A partir d'aquest moment, deixen anar el seu genoma al citosol i inicien el cicle infecciós.